# 网硫菌属
网硫菌属（学名：Thiodictyon），是光合细菌下的着色杆菌科的一属革兰氏阴性菌。单个细胞杆形，末端圆形，有时呈锭子状。生长于含硫化氢的池塘和湖泊的泥及静止水体中，是淡水湖含硫化氢的均温层中较常见的浮游菌。
该属的模式种为美网硫菌（Thiodictyon elegans）。

## 下属物种
本属包括以下物种：
- 杆状网硫菌 Thiodictyon bacillosum (Winogradsky, 1888) Pfennig & Trüper, 1971
- 美网硫菌 Thiodictyon elegans Winogradsky, 1888